# Phenacoccus sherbinovskyi
Phenacoccus sherbinovskyi är en insektsart som beskrevs av Bodenheimer 1943. Phenacoccus sherbinovskyi ingår i släktet Phenacoccus och familjen ullsköldlöss. Inga underarter finns listade i Catalogue of Life.